# تحالف رئاسي (الجزائر)
التحالف الرئاسي هو اتحاد بين ثلاث أحزاب جزائرية هي جبهة التحرير الوطني والتجمع الوطني الديمقراطي وحركة مجتمع السلم، ، ين الفترة الممتدة من سنة 2004 بعد الانتخابات الرئاسية التعددية الثالثة بالجزائر إلى غاية 2012، بدافع رئيسي هو دعم ترشح عبد العزيز بوتفليقة في الانتخابات الرئاسية والتي فاز فيها أيضا مع دعم وتنفيذ برنامجه كرئيس جمهورية. وقد جاء التحالف بعد ائتلاف حزبي ضم الأحزاب الثلاث في البرلمان.
تم توقيع ميثاق التحالف بتاريخ 16 فبراير 2004 

## تحالف 2004
أُعلن عن تشكيل تحالف حزبي مساند لعبد العزيز بوتفليقة داعم لبرنامجه الرئاسي في عهدته الثانية عرف باسم التحالف الرئاسي. وذلك قبيل ترشحه الرسمي للانتخابات الرئاسية الجزائرية التي كانت في أفريل 2004  اين كانت نتائجها فوزا ساحقا لصالحه بنسبة 83.84%  من مجمل الأصوات المعلن عليها.
ضم التحالف الرئاسي حينها ثلاث احزاب رئيسية: هي حزب التجمع الوطني الديمقراطي بزعامة رئيس الحكومة آن ذاك أحمد أويحيى، وأيضا ما كان يسمى بالحركة التصحيحية لحزب جبهة التحرير الوطني ومنسقها وزير الخارجية آن ذاك عبد العزيز بلخادم، وحركة مجتمع السلم ذات التوجه الإسلامي بزعامة أبي جرة السلطاني الذي تم انتخابه بعد وفاة مؤسسها الشيخ محفوظ نحناح وبمباركة من حزب العمال الجزائري بزعامة لويزة حنون.
التحالف الرئاسي الجزائري كان نتاج ارتقاء الإتلاف الحزبي الذي كان بين الأحزاب الثلاثة وبمشاركة حركة النهضة الجزائرية والذي كان منذ 1999 بدعوة من حركة مجتمع السلم ورئيسها محفوظ نحناح وبهدف إخراج البلاد من ازمتها وحقن الدماء وخوفا على الجزائر من أن تسقط في أيدي العلمانيين، أو تعود إلى دوامة العنف من جديد حيث أنه تم دعم ترشيح عبد العزيز بوتفليقة في السباق الرئاسي لأول مرة بعد ان تم تنظيم الانتخابات الرئاسية المسبقة والتي خاضها سبعة مرشحين انسحب ستة منهم قبل يوم من موعد الاقتراع في 15 أفريل 1999.
وينص القانون الداخلي لوثيقة التحالف التي وقتعها الأحزاب الثلاث على تشكيل لجنة إدارية تضم رؤساء الأحزاب السياسية مهمتها تحديد السياسة العامة للتحالف. وإنشاء لجانا على مستوى الهياكل الحزبية، مهمتها تنسيق العمل الميداني على المستوى المحلي. وعلى مستوى البرلمان يجتمع نواب أحزاب التحالف في هيئة برلمانية تناقش القضايا التشريعية فيه، وتناقش السياسة العامة للقطب السياسي الجديد، كما تتخذ المواقف المشتركة من المستجدات والقضايا المطروحة. ويفتح أيضا القانون الداخلي لوثيقة التحالف المجال واسعا للأحزاب المعنية في التعاون على مختلف المستويات، ومنها الاستحقاقات الشعبية على خلفية البرنامج المشترك بينها خلال الفترة الرئاسية الثانية لبوتفليقة. وحيث أنه أكد رؤساء الأحزاب عقب التوقيع على الوثيقة التزامهم بالعمل على تطبيق البرنامج الرئاسي وتنفيذ الوعود التي قدموها للشعب الجزائري أثناء الحملة الانتخابية.
انتهى مشروع التحالف الرئاسي في جانفي 2012 بعد قرار حركة مجتمع السلم من خلال ما اسرف عليه مجلس شورى للحركة المنعقد في دورته العادية الرامي بفك ارتباط التحالف مع الاحزاب لعدة دوافع أهمها عدم جدية رئيس الجمهورية ونظام الحكم في تبني اصلاحات جادة.